# Chuck Gilmur
Charles E. "Chuck" Gilmur jr. (nacido el 13 de agosto de 1922 en Seattle, Washington y fallecido el 14 de enero de 2011 en Fircrest, Washington) fue un jugador de baloncesto estadounidense que disputó cinco temporadas entre la BAA y la NBA. Con 1,93 metros de estatura, jugaba en la posición de ala-pívot.

## Trayectoria deportiva

### Universidad
Jugó durante su etapa universitaria con los Huskies de la Universidad de Washington, siendo incluido en 1943 en el mejor quinteto de la Pacific-10 Conference. Se convertiría en el primer jugador de su universidad en jugar en la NBA.

### Profesional
Tras dejar la universidad, cumplió con el servicio militar, incorporándose a la plantilla de los Chicago Stags en 1946 firmando por el contrato mínimo (4.500 dólares). En su primera temporada promedió 3,5 puntos por partido, llegando a disputar las Finales de la BAA de 1947, en las que cayeron ante los Philadelphia Warriors.
Al año siguiente destacó por dos motivos: acabó como quinto mejor pasador de la liga, con 1,5 asistencias por partido, y además fue el jugador que más faltas personales cometió de todo el campeonato, con 231.
En 1949 fue traspasado a los Washington Capitols a cambio de Kleggie Hermsen, en la primera temporada de la nueva NBA. En su primera temporada en el equipo promedió 6,1 puntos y 1,6 asistencias por partido. En 1951 la franquicia desapareció, retirándose del baloncesto en activo.

## Estadísticas de su carrera en la BAA y la NBA

### Temporada regular
| Temporada | Edad | Equipo              | Liga  | P   | TIT | MIN | TC  | TCA  | %TC  | 3P | 3PA | %3P | TL  | TLA | %TL  | R.OF. | R.DEF. | REB | ASIS | ROB | TAP | PER | FP  | PTS |
| 1946-47   | 24   | Chicago Stags       | BAA   | 51  |     |     | 1.5 | 5.0  | .300 |    |     |     | 0.5 | 1.3 | .394 |       |        |     | 0.4  |     |     |     | 2.7 | 3.5 |
| 1947-48   | 25   | Chicago Stags       | BAA   | 48  |     |     | 3.8 | 12.4 | .303 |    |     |     | 2.0 | 3.1 | .655 |       |        |     | 1.6  |     |     |     | 4.8 | 9.6 |
| 1948-49   | 26   | Chicago Stags       | BAA   | 56  |     |     | 2.0 | 5.0  | .391 |    |     |     | 1.2 | 2.2 | .545 |       |        |     | 2.2  |     |     |     | 3.5 | 5.1 |
| 1949-50   | 27   | Washington Capitols | NBA   | 68  |     |     | 1.9 | 5.6  | .335 |    |     |     | 2.4 | 3.5 | .680 |       |        |     | 1.6  |     |     |     | 4.0 | 6.1 |
| 1950-51   | 28   | Washington Capitols | NBA   | 16  |     |     | 1.1 | 3.8  | .279 |    |     |     | 1.1 | 2.0 | .531 |       |        | 4.7 | 1.1  |     |     |     | 3.6 | 3.2 |
| Total     |      |                     | TOTAL | 239 |     |     | 2.1 | 6.6  | .325 |    |     |     | 1.5 | 2.5 | .609 |       |        | 4.7 | 1.5  |     |     |     | 3.7 | 5.8 |
|           |      |                     | BAA   | 155 |     |     | 2.4 | 7.3  | .324 |    |     |     | 1.2 | 2.2 | .564 |       |        |     | 1.4  |     |     |     | 3.6 | 6.0 |
|           |      |                     | NBA   | 84  |     |     | 1.7 | 5.2  | .327 |    |     |     | 2.2 | 3.3 | .663 |       |        | 4.7 | 1.5  |     |     |     | 4.0 | 5.6 |

### Playoffs
| Temp.   | Edad | Equipo        | Liga | P  | MIN | TCA | TC  | 3PA | 3P | TLA | TL | R.OF. | REB | ASIS | ROB | TAP | PER | FP | PTS | %TC  | %3P | %FT  | MIN | PTS | REB | AST |
| 1946-47 | 24   | Chicago Stags | BAA  | 11 |     | 29  | 114 |     |    | 6   | 13 |       |     | 1    |     |     |     | 45 | 64  | .254 |     | .462 |     | 5.8 |     | 0.1 |
| 1947-48 | 25   | Chicago Stags | BAA  | 5  |     | 13  | 65  |     |    | 18  | 23 |       |     | 10   |     |     |     | 27 | 44  | .200 |     | .783 |     | 8.8 |     | 2.0 |
| 1948-49 | 26   | Chicago Stags | BAA  | 2  |     | 1   | 3   |     |    | 1   | 3  |       |     | 3    |     |     |     | 8  | 3   | .333 |     | .333 |     | 1.5 |     | 1.5 |
| Total   |      |               | BAA  | 18 |     | 43  | 182 |     |    | 25  | 39 |       |     | 14   |     |     |     | 80 | 111 | .236 |     | .641 |     | 6.2 |     | 0.8 |